# Giovanni Beltrami (pictor)
Giovanni Beltrami (n. 26 februarie 1860, Milano, Regatul Sardiniei – d. 31 ianuarie 1926, Milano, Regatul Italiei) a fost un desenator, ilustrator, pictor, realizator de postere și critic de artă italian, asociat cu mișcarea artistică Art Nouveau. 

## Biografie

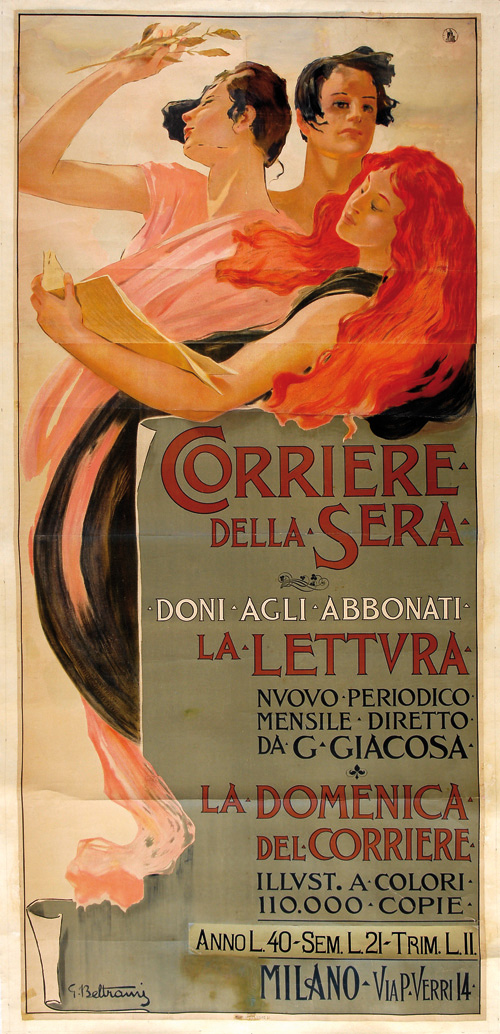
Poster publicat de cotidianul Corriere della Sera, copertă realizată de Giovanni Beltrami în 1900.

Născut în Milano, la 26 februarie 1860, Giovanni Beltrami a studiat la Accademia di Belle Arti di Brera, începând cu 1878, cu Raffaele Casnedi, Bartolomeo Giuliano și Giuseppe Bertini. Fiind deosebit de talentat, a primit mai multe premii în timpul studiilor sale. Lucrările sale au fost expuse la Torino, în 1902, la Prima Esposizione Internazionale d 'Arte Decorativa Moderna (Întâia expoziție internațională de artă decorativă modernă), respectiv la Biennale di Venezia în 1903 și 1905.
În 1911, împreună cu Buffa, Cantinotti și Zuccaro, a fondat o fabrică de sticlă, care s-a axat pe producerea de obiecte în stilul curentului artistic Art Nouveau. Astfel, printre clienții mari ai săi, fabrica sa a executat vitralii pentru Palatul municipal din Milano, Catedrala din Milano (Basilica Cattedrale Metropolitana della Natività della Beata Vergine Maria) și pentru un acoperiș de sticlă al palatului Palazzo Montecitorio din Roma. Beltrami a lucrat ca pictor de fresce în diferite biserici din nordul Italiei.
Beltrami a contribuit cu numeroase articole de critică de artă în cotidianul Corriere della Sera, respectiv pentru publicația sa, fondată în 1901, La Lettura. După decesul editorului și publicistului Emilio Treves, Giovanni Beltrami a fost numit de familia Treves, în 1916, coeditor al revistei L'Illustrazione Italiana, iar în 1920 a preluat integral managementul casei editoriale și tipografice Fratelli Treves(Frații Treves).
Beltrami a fost unul din membri Consiliului Municipal Milano.

## Vezi și
- Listă de artiști Art Nouveau
- Luca Beltrami
- Palazzo Montecitorio
- Duomo di Milano
- Assicurazioni Generali (sediul milanez)

## Legături externe
- Opere Giovanni Beltrami pe web site-ul Art Price
- Giovani Beltrami pe web site-ul ArtNet
- Giovanni Beltrami pe de.wiki
- Giovanni Beltrami pe fr.wiki
- Giovanni Beltrami pe it.wiki